# Protectorado Británico de África Central
El Protectorado Británico de África Central (BCA) fue un protectorado proclamado en 1889 y ratificado en 1891 que ocupaba la misma área que el actual Malaui: fue rebautizado como Nyasalandia en 1907. El interés británico en el área surgió de las visitas realizadas por David Livingstone desde 1858 en adelante durante su exploración del área del Zambeze. Esto alentó la actividad misionera a partir de la década de 1860, llevada a cabo por la Misión de las Universidades a África Central, la Iglesia de Escocia y la Iglesia Libre de Escocia, seguida por un pequeño número de colonos. El gobierno portugués intentó reclamar gran parte de esta área, pero sus reclamaciones fueron controvertidas por el gobierno británico. Para impedir una expedición portuguesa que reclamando una ocupación efectiva, se proclamó un protectorado, primero en el sur de esta área, luego en toda la zona en 1889. Después de negociaciones con los gobiernos portugués y alemán sobre sus límites, el protectorado fue oficialmente ratificado por el gobierno británico en mayo de 1891.

## Historia

### Origen
Las tierras altas del Shire al sur del lago Nyasa (ahora lago Malaui) y las tierras al oeste del lago fueron exploradas por David Livingstone entre 1858 y 1864 como parte de sus expediciones al río Zambeze, después de lo cual se establecieron varias misiones anglicanas y presbiterianas en el área 1860 y 1870. En 1878 The African Lakes Company Limited, antecesora de la African Lakes Corporation Limited, fue fundada en Glasgow por un grupo de empresarios locales con vínculos a las misiones presbiterianas. Su objetivo era establecer una preocupación por el comercio y el transporte que trabajaría en estrecha cooperación con las misiones para combatir el comercio de esclavos mediante la introducción del comercio legítimo, para obtener ganancias y desarrollar la influencia europea en el área. Una misión y un pequeño asentamiento comercial se establecieron en Blantyre en 1876 y un cónsul británico se estableció allí en 1883.
Los concesionarios que poseían propiedades prazo de la Corona portuguesa estaban activos en el valle inferior del río Shire desde la década de 1830 y el gobierno portugués reclamó la soberanía sobre gran parte de África Central, sin mantener una ocupación efectiva durante gran parte de ella. En 1879, el gobierno portugués reclamó formalmente el área al sur y al este del río Ruo (que actualmente forma el límite sureste de Malaui), y en 1882 ocupó la parte baja del valle del río Shire hasta el río Ruo. Los portugueses intentaron negociar la aceptación británica de sus reclamos territoriales, pero la convocación de la Conferencia de Berlín (1884) puso fin a estas discusiones. Mientras tanto, The African Lakes Company intentaba obtener el estado de una empresa autorizada del gobierno británico, pero no había logrado hacerlo antes de 1886. En 1885-86, Alexandre de Serpa Pinto emprendió una expedición que llegó a las tierras altas del Shire, pero no logró ningún tratado de protección con los jefes Yao en los territorios al oeste del lago Malaui.
Ya en 1888, el Ministerio de Asuntos Exteriores británico se negó a aceptar la responsabilidad de proteger los asentamientos británicos rudimentarios en las tierras altas del Shire, a pesar de las afirmaciones no demostradas por la The African Lakes Company de la interferencia portuguesa en sus actividades comerciales. Sin embargo, también se negó a negociar con el gobierno portugués sobre su afirmación de que las tierras altas deberían considerarse parte del África Oriental portuguesa, ya que no estaba bajo su ocupación efectiva. Para evitar la ocupación portuguesa, el gobierno británico envió a Henry Hamilton Johnston como cónsul británico a Mozambique y al Interior, con instrucciones para informar sobre el alcance del dominio portugués en los valles del Zambeze y Shire y sus alrededores, y para realizar tratados condicionales con locales. Estos tratados condicionales de amistad no equivalían al establecimiento de un protectorado británico, sino que impedían a los gobernantes aceptar la protección de otros estados. En su camino para asumir su nombramiento, Johnston pasó seis semanas en Lisboa a principios de 1889 intentando negociar un acuerdo aceptable sobre las esferas de influencia portuguesas y británicas en África Central. El borrador del acuerdo alcanzado en marzo de 1889 habría creado una esfera británica que incluye toda el área al oeste del lago Nyasa y también Mashonalandia, pero sin incluir las tierras altas del Shire y el valle del bajo Shire, que serían parte de la esfera portuguesa. Esto fue más allá de lo que la Oficina de Relaciones Exteriores estaba dispuesta a aceptar, y la propuesta fue rechazada más tarde.
En 1888, el gobierno portugués instruyó a sus representantes en el África Oriental portuguesa para que trataran de hacer tratados de protección con los jefes Yao al sureste del lago Malaui y en las tierras altas del Shire, y una expedición organizada bajo el mando de Antonio Cardoso, exgobernador de Quelimane, partió en noviembre de 1888 hacia el lago. Más tarde, a principios de 1889, una segunda expedición dirigida por Alexandre de Serpa Pinto avanzó por el valle del Shire. Entre ellos, estas dos expediciones realizaron más de veinte tratados con jefes en lo que hoy es Malaui. Serpa Pinto se encontró con Johnston en agosto de 1889 al este del río Ruo, cuando Johnston le aconsejó que no cruzara el río hacia las tierras altas. Anteriormente, Serpa Pinto había actuado con cautela, pero en septiembre, luego de pequeños enfrentamientos entre la fuerza de avance de Serpa Pinto y los Kololo, quienes habían sido dejados por Livingstone al final de su expedición al Zambeze en 1864 y habían formado jefaturas menores, cruzó el Ruo para Chiromo, ahora en Malaui. En respuesta a esta incursión, el diputado de Johnston, John Buchanan, declaró el Protectorado de las Tierras Altas del Shire en ausencia de Johnston, a pesar de las instrucciones contrarias del Ministerio de Relaciones Exteriores. Parece probable que la acción de Buchanan, hecha sin hacer referencia a la Oficina de Relaciones Exteriores, pero siguiendo las instrucciones que Johnston había dejado antes de partir hacia el norte, fuera para evitar que Serpa Pinto avanzara más en lugar de establecer el gobierno británico en el área. Sin embargo, en octubre de 1889, los soldados de Serpa Pinto atacaron a uno de los jefes Kololo, mataron alrededor de 70 de sus seguidores y, con dos botes de río armados, subieron el río Shire a través del área sobre la cual Buchanan había establecido un protectorado. Después de la partida de Serpa Pinto debido a una enfermedad grave en noviembre de 1889, su segundo al mando, João Coutinho, avanzó hasta Katunga, el puerto fluvial más cercano a Blantyre, y algunos jefes Kololo huyeron a Blantyre por seguridad.
La proclamación de otro protectorado por parte de Johnston, el 'Protectorado de los distritos de Nyasalandia, al oeste del lago Malaui, también fue contraria a las instrucciones del Ministerio de Relaciones Exteriores. Sin embargo, el Ministerio lo aprobó en mayo de 1891. Esto se debió al descubrimiento del canal de Chinde en el delta del Zambeze, lo suficientemente profundo como para permitir que los barcos de alta mar ingresen al río, que era una vía fluvial internacional, sin tener que ingresar a territorio portugués. Siguió luego una crisis anglo-portuguesa en la que una negativa británica al arbitraje fue seguida por el Ultimátum británico del 11 de enero de 1890. Esto exigió que los portugueses abandonaran todas las reclamaciones de territorios más allá del río Ruo y al oeste del lago Malaui. El gobierno portugués aceptó bajo coacción y ordenó a sus tropas en el valle del Shire que se retiraran al sur del río Ruo. Esta orden fue recibida por el comandante en Katunga el 8 de marzo de 1890 y todas las fuerzas portuguesas habían evacuado a Katunga y Chiromo antes del 12 de marzo.
Un tratado anglo-portugués de 1891 fijó las fronteras del sur de lo que se había renombrado como Protectorado Británico de África Central. Aunque el río Ruo había sido el límite provisional entre las esferas de influencia portuguesas y británicas desde 1879, como parte del tratado de 1891 y bajo una fuerte presión británica, un área al oeste del río Shire y al sur de su confluencia con el Ruo que había sido controlada por una familia afro-portuguesa, fue asignada a Gran Bretaña y ahora forma el distrito de Nsanje. El tratado también otorgó a Gran Bretaña un contrato de arrendamiento de 99 años sobre Chinde, un puerto en una de las desembocaduras del delta del Zambeze, donde los buques de alta mar podrían transferir mercancías y pasajeros a los barcos fluviales. La frontera norte del protectorado se acordó en el río Songwe como parte de la convención anglo-alemana de 1890. Su frontera occidental con Rodesia del Norte se fijó en 1891 en la brecha de drenaje entre el lago Malaui y el río Luangwa por acuerdo con la British South Africa Company, que gobernó lo que hoy es Zambia bajo la Carta Real hasta 1924.

## Establecimiento y cambio de nombre
La oferta de la British South Africa Company para financiar la administración del protectorado recién formado fue parte de un intento de Cecil Rhodes por hacerse cargo de la administración de todo el territorio reclamado por Gran Bretaña al norte del río Zambeze. Esto fue resistido, particularmente por sus misioneros escoceses y, en febrero de 1891, Salisbury aceptó un compromiso bajo el cual lo que luego se convertiría en Rodesia del Norte quedaría bajo la administración de la compañía y lo que luego se convertiría en Nyasalandia sería administrado por la Oficina de Relaciones Exteriores. Sin embargo, Henry Hamilton Johnston sería tanto el administrador del territorio de la Compañía Británica de Sudáfrica como el comisionado y el cónsul general del protectorado, y recibiría un pago de £10,000 por año de Rhodes para los gastos de administración de ambos territorios. Este acuerdo caducó en 1900, cuando se formó Rodesia del Nordeste como un protectorado separado con su propio administrador.
Sir Henry Hamilton Johnston fue comisionado del 1 de febrero de 1891 al 16 de abril de 1896. Además de establecer la administración y la policía, otorgó tierras a los agricultores de las plantaciones, y las compañías mineras, poco a poco despojando a los nativos, que no estaban familiarizados con el proceso legal. El café se convirtió en el principal cultivo comercial.
Blantyre era el centro económico y cultural del protectorado, mientras que Zomba, en las tierras altas, fue la residencia del gobernador y el centro administrativo.
Sir Alfred Sharpe asumió el cargo de comisionado en 1896, siéndolo hasta el 1 de abril de 1910, con Francis Barrow Pearce y William Henry Manning como comisionados interinos durante un período en el año 1907 y 1908.
El protectorado fue transformado en el Protectorado de Nyasalandia el 6 de julio de 1907.